# Jean Leray

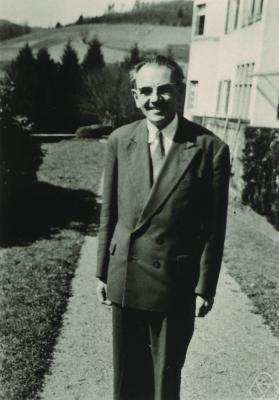
Jean Leray in 1961

Jean Leray (Chantenay-sur-Loire, nu een deel van Nantes, 7 november 1906 - La Baule, 10 november 1998) was een Franse wiskundige, die zowel op het gebied van de partiële differentiaalvergelijkingen als dat van de algebraïsche topologie werkte.
In 1934 publiceerde hij een belangrijke paper die de basis vormt voor zwakke oplossen van de Navier-Stokesvergelijkingen. In datzelfde jaar ontdekte hij samen met Juliusz Schauder een topologische invariant, die nu de Leray–Schauder graad wordt genoemd. Ze gebruikten deze invariant om het bestaan te bewijzen van oplossingen van partiële differentiaalvergelijkingen zonder de voorwaarde van uniciteit.
Zijn belangrijkste werk in de topologie voerde hij uit tussen 1940 en 1945, toen hij krijgsgevangene was in Edelbach in Oostenrijk. Hij verborg zijn echte expertise over differentiaalvergelijkingen, omdat hij vreesde dat de verbanden met de toegepaste wiskunde ertoe zouden leiden dat hij gevraagd werd om hierover werk uit te voeren voor de nazi's. Daarom stelde hij zichzelf tijdens de oorlog voor als een 'zuivere wiskundige' in de algebraïsche topologie, in plaats van een 'toegepaste wiskundige'.
Lerays werk in deze periode bleek van fundamenteel belang voor de ontwikkeling van spectrale reeksen en schoven. Deze werden vervolgens door vele anderen verder ontwikkeld. Beide werden een belangrijk instrument in de homologische algebra.
Omstreeks 1950 keerde hij terug naar werk aan de partiële differentiaalvergelijkingen. 
Van 1945 tot 1947 was hij professor aan de Universiteit van Parijs, daarna tot 1978 aan het Collège de France.
In 1988 ontving Leray de Gouden Lomonosov-medaille van de toenmalige Academie van Wetenschappen van de USSR.
Alexander Grothendieck identificeerde hem later als een van die wiskundigen die behoorden tot de lijn van 'pioniers en bouwers', in tegenstelling tot de lijn van 'erfgenamen' van een vakgebied.
Grothendieck schreef over hem het volgende in Récoltes et Semailles: « "Ik ben niet zo'n geschiedenisfanaat, maar als ik wiskundigen in deze lijn zou moeten noemen, komen Galois en Riemann (in de vorige eeuw) en Hilbert (aan het begin van de huidige eeuw) spontaan in me op. Als ik een vertegenwoordiger zou moeten zoeken onder de ouderen die mij verwelkomden in de wiskundige wereld toen ik net begon, dan zou de naam van Jean Leray boven alle anderen uitspringen, ook al zijn mijn contacten met hem zeer sporadisch geweest". »